# Aigrefeuille-sur-Maine
Aigrefeuille-sur-Maine è un comune francese di 3 214 abitanti situato nel dipartimento della Loira Atlantica nella regione dei Paesi della Loira.

## Società

### Evoluzione demografica
Abitanti censiti